# Ulrik Volgsten
Carl Ulrik Alexander Volgsten, född 6 juli 1965, är en svensk musikforskare. 
Volgsten disputerade 1999 vid Stockholms universitet med avhandlingen Music, mind and the serious Zappa: the passions of a virtual listener. Han var 2005–2009 forskarassistent vid Göteborgs universitet.  Volgstens forskning är musikestetiskt, kognitionsteoretiskt och idéhistoriskt inriktad, med särskild specialisering på musikalisk upphovsrätt.  Sedan hösten 2010 är han universitetslektor vid Musikhögskolan vid Örebro universitet, där han undervisar i musikvetenskap och musikhistoria. 

## Priser och utmärkelser
- 2015 – Hilding Rosenberg-stipendiet